# Anolis lionotus
Espèce
Synonymes
- Norops lionotus (Cope, 1861)
- Anolis rixi Boulenger, 1894

Statut de conservation UICN

 LC  : Préoccupation mineure
Anolis lionotus est une espèce de sauriens de la famille des Dactyloidae.

## Répartition
Cette espèce est endémique du centre du Panamá.

## Publication originale
- Cope, 1861 : Notes and descriptions of anoles. Proceedings of the Academy of Natural Sciences of Philadelphia, vol. 13, p. 208-215 (texte intégral).